# Meyoarabiella meyi
Meyoarabiella meyi is een vlinder uit de familie van de Houtboorders (Cossidae). De wetenschappelijke naam van deze soort is voor het eerst gepubliceerd in 2008 door Roman Viktorovitsj Jakovlev.
De soort komt voor in Zuid-Afrika.